# Mateng Pollkläsener

Mateng Pollkläsener

Mateng Pollkläsener (* 30. November 1960 in Wiedenbrück als Martin Pollkläsener) ist ein deutscher Schauspieler, Kabarettist und Regisseur. Er ist eines der Gründungsmitglieder des theatre du pain.

## Leben und Wirken

### Privates
Geboren und aufgewachsen ist Martin Pollkläsener in Wiedenbrück (heute Rheda-Wiedenbrück), Nordrhein-Westfalen als Sohn des Bäcker- und Konditormeisters Heinz Pollkläsener und dessen Frau Margret, geborene Kleibaumhueter, mit einem älteren Bruder und einer jüngeren Schwester.
Als sein Bruder Uli 1976 von einer Südamerikareise zurück nach Hause kam, legte er sich vorübergehend einen südamerikanischen Dialekt zu: Aus „Mein Bruder Martin“ wurde „Mi hermano Mateng“. Schnell wurde er wieder Bruder, es blieb der Spitzname Mateng. Diesen Namen trägt er auch heute noch. Zwischenzeitlich ist er  als Künstlername in seinem Pass eingetragen.
Mateng Pollkläsener erlernte den Beruf des Tischlers. Er ist seit 2002 verheiratet mit Ehefrau Rita, die er beim ersten  Auftritt des theatre du pain am 1. September 1984 kennengelernt hatte.

### Künstlerische Karriere

#### Theater
Während seiner Ausbildung zum Tischler spielte er als Schlagzeuger und Sänger in einer Band. Außerdem bewies er bei Aufführungen in einer Jugendgruppe erstes schauspielerisches Talent. Bruder Uli war insbesondere von seiner Rolle als dänischer Koch aus der „Muppet-Show“ so begeistert, dass er ihn überredete, ihm nach Paderborn zu folgen. Auf dem zweiten Bildungsweg holte er sein Abitur nach und gründete zusammen mit seinem Bruder und vier weiteren Weggefährten die Performance-Gruppe „Die sechs Richtigen“. Diese traten als Straßentheater weit über die Grenzen seiner Heimatregion hinaus auf.
Aus „den sechs Richtigen“ entstand 1984 das theatre du pain. Der aus Bremen stammende Hans König und Mateng Pollkläsener etablierten sich mit wechselndem Ensemble mit ihren skurrilen und aberwitzigen Programmen  in der deutschen Off-Theater-Szene. Bis heute liebt das Feuilleton diese anarchische Mischung aus absurdem Witz, Boshaftigkeit und einer gehörigen Portion Selbstironie.
Im Lagerhaus in Bremen boten sich dem theatre du pain ideale Bedingungen, um immer neue Programme zu inszenieren. Seit 1999 gehört der aus Wuppertal stammende Wolfgang Suchner als festes Mitglied dem Ensemble an.
Von 1997 bis 2002 gehörte der einstige Straßenkünstler dem Ensemble des Bremer Goethe-Theaters an und wirkte in  Operninszenierungen wie „Carmen“ und „Die Entdeckung der Langsamkeit“ oder auch im Musical „West Side Story“ mit.
Nach wie vor ist er als ein Drittel des theatre du pain, das u. a. 1995 mit dem WDR-Publikumspreis „Prix Pantheon Bonn“ ausgezeichnet wurde, in Deutschland und dem benachbarten Ausland zu sehen. Neben dieser  Tradition sucht  der Schauspieler  neue Herausforderungen als Mitglied des Ensembles des jungen Bremer Theaters, bei einer theatralen Stadtaktion zum Jahr der Wissenschaft in Bremen, in einer Open-Air-Inszenierung von „Moby Dick“ im historischen Hafen Vegesacks, einem Stadtteil Bremens, oder im Projekt „Science Cliption“, Wissenschaft klipp und klar.

#### Film und Fernsehen
Auch bei Film und Fernsehen war Mateng Pollkläsener zu Gast. Sein Debüt auf Zelluloid gab er 1985 in „La Poetica Norma“, einer Tournee von Triest aus durch Deutschland im Rahmen der „Blauen Karawane“, die sowohl von der ARD als auch vom ZDF dokumentiert wurde. In den in Bremen spielenden ARD-Vorabendserien „Nicht von schlechten Eltern“ und „Aus gutem Haus“ war er ebenso in einer Gastrolle zu sehen, wie in dem von Pago Balke und Eike Besuden inszenierten Spielfilm „Verrückt nach Paris“.

## Werke
- 1993: Beat Aleman – theatre du pain, Premiere auf der Documenta IX, Kassel
- 1994: Phantasien im Bremer Ratskeller, Schauspiel nach einer Erzählung von Wilhelm Hauff, Aufführungen in der unteren Rathaushalle, Bremen
- 1997–2002: Engagement am Bremer Goethe-Theater

mit folgenden Aufführungen:
Entdeckung der Langsamkeit, Oper
West Side Story, Musical
Molière oder Die Henker der Komödianten, Oper
Carmen, Oper; Rosenkavalier, Oper
Suzuki I + II, Schauspiel
Noah, Oper
Satyricon, Oper
- 1999–2000: Junges Theater Bremen

mit folgenden Aufführungen:
Missery, Schauspiel
The Race, Schauspiel
Shopping and Fucking, Schauspiel
- 2000

Das Große Glas (Text und Regie Hans König) – Hommage an M. Duchamp, Schauspiel
- 2002

Der Meister & Margarita in Berlin, Bühnenadaption von „Der Meister und Margarita“ von Michail Bulgakow, Schauspiel (bearbeitet von Hans König, Regie Christian Bronder)
- 2004

Brunft+Freude, theatre du pain, Musiktheater
Porte Dauphine, Butzbacher & Brommelmeier, Text Hans König, Regie Sarah Harjes, Schauspiel
Seiltanz, von Hans-Joachim Hespos, szenisches Abenteuer im Rahmen der Tagung der Projektgruppe Neue Musik
- 2005/06

Gastspiele mit dem Theatre du Pain und dem Ensemble Butzbacher & Brommelmacher, im deutschsprachigen Raum Europas
- 2005

Theatrale Stadtaktion zum Jahr der Wissenschaft in Bremen, Improvisations- und Aktionstheater
- 2006

Wortbrot & Fischgesang, theatre du pain, Musiktheater
Im weißen Rössel, Operette, Worpswede
Karoshi, Musikperformance, Schwankhalle, Bremen
- 2007

Die Drei Rätsel, von Detlev Glanert, Oper in zwei Akten für Kinder und Erwachsene
Orchestre du Pain, Premiere des Orchesters
- 2008

Kapitän Ahab in „Moby Dick“, Open-Air-Inszenierung, Text und Regie Hans König, Schauspiel
MIRLI, Kammeroper von Hans-Joachim Hespos
Überlebenskünstler, Schauspiel, Schwankhalle, Bremen
Gedichte an die Nacht, Rezitationen und Schauspiel, Schwankhalle, Bremen
- 2009

Der komische Deutsche, musikalisch-humoristische Rezitationen großer Deutscher Dichter im Bremer Konzerthaus Die Glocke, Eigenproduktion, Regie: Kevin Young
Faust II, Musik-Theaterprojekt mit der Deutschen Kammerphilharmonie, an der Gesamtschule Ost, Bremen
Imagefilm für Airbus, Hamburg
Wir haben Feuer gemacht, gemeinsam Buch, Regie und Produktion mit Pago Balke – im Rahmen des Chance-50+-Projektes „KulTourGuides“ der BAgIS Bremen und Bremerhaven
Butzbacher & Brommelmeier, „Warum nicht Mexico?“, Schauspiel, Text Hans König, Regie Sarah Harjes
- 2010

Schlaglichter – Eine vulkanische Revue, gemeinsam Buch, Regie und Produktion mit Pago Balke – im Rahmen des Chance-50+-Projektes „KulTourGuides“ der BAgIS Bremen und Bremerhaven
- 2011

Unternehmenstheater Opus Novum, Bremen für EWE, Oldenburg, STAS, Reilingen, Stadtwerke Wedel u. a.
Gastspiele mit dem theatre du pain im Februar, März, April, Mai, Oktober, November
Kafka-Projekt: Stummfilm mit Stimme, Idee Peter Borowski, Berlin
- 2012

Science Cliption, Wissenschaft klipp und klar
- 2013

75. Jubiläum von Mercedes-Benz, Bremen – theatralische Untermalung des Festaktes mit Hans König
Kriminaltheater
Die temporäre Hafenbar Golden City – in den Veranstaltungen während der 3-monatigen Sommersaison bringt die temporäre Hafenbar „Golden City“ am Europahafenkopf seit 2013 ordentlich frischen Wind in die Überseestadt Bremen
- 2014

Kriminaltheater
Swinging Detective
- 2015

Bremer Eiswette – Projekt – als Käpt’n Karl-Heinz Schmidtke übernimmt Pollkläsener die Novizen-Vorstellung vor dem Präsidium
Kriminaltheater
Der Hund von Baskerville
Dänische Delikatessen
Warte bis es dunkel wird
Arsen und Spitzenhäubchen

## Filmografie
- 1985: La Poetica Norma, Tournee von Triest aus durch die BRD im Rahmen der Blauen Karawane, dokumentiert von ARD und ZDF
- 1988: Durst von Uwe Stoll, Kinokurzfilm
- 1991: Extra Light auf Kanal 4
- 1995: Nicht von schlechten Eltern, ARD-Vorabendserie
- 1996: Der Papst in Bremen, Satire, Offener Kanal Bremen
- 1996: Isernhagen Law, Pilotfilm von und mit Oliver Kalkofe, Oliver Welke, Sabine Bulthaupt für Premiere
- 1999: Aus gutem Hause, Serie in der ARD
- 2002: Verrückt nach Paris, Kinofilm

## Auszeichnungen
- 1995: Auszeichnung des theatre du pain mit dem Publikumspreis Prix Pantheon Bonn, WDR
- 1995: Kleinkunstpreis Das Kupferle für „theatre du pain“, Zehntscheuer, Ravensburg